# Operação Impensável
Operação Impensável (Operação Unthinkable), eram dois planos relacionados, mas não realizados, pelos Aliados Ocidentais contra a União Soviética. A criação dos planos foi ordenada pelo Primeiro-ministro do Reino Unido Winston Churchill em 1945 e desenvolvida pela equipe de planejamento conjunto das Forças Armadas do Reino Unido no final da Segunda Guerra Mundial na Europa.
Supunha-se um ataque surpresa às forças soviéticas estabelecidas na Alemanha para "impor a vontade dos Aliados Ocidentais" aos soviéticos. "O testamento" foi qualificado como "um acordo para a Polônia", o que provavelmente significava impor o acordo recentemente assinado na Conferência de Ialta. Quando as probabilidades foram julgadas "fantasiosas", o plano original foi abandonado.
O codinome foi usado para um cenário defensivo no qual os britânicos se defenderiam contra uma movimentação soviética em direção ao Mar do Norte e ao Atlântico após a retirada das forças americanas do continente.
O estudo se tornou o primeiro plano de contingência da era da Guerra Fria para a guerra com a União Soviética. Ambos os planos eram altamente secretos e não foram divulgados até 1998, embora um espião britânico para os soviéticos, Guy Burgess, tivesse passado alguns detalhes na época.

## Operações

### Ofensiva
O principal objetivo inicial da operação foi declarado como "impor à União Soviética a vontade dos Estados Unidos e do Império Britânico. Embora a "vontade" desses dois países possa ser definida como não mais que um acordo para a Polônia, isso não limita necessariamente o compromisso militar". (A União Soviética é referida como "Rússia" em todo o documento, uma metonímia comum no Ocidente durante a Guerra Fria.)
Os chefes de gabinete estavam preocupados com o fato de que, dado o enorme tamanho das forças soviéticas destacadas na Europa no final da guerra e a percepção de que o líder soviético Joseph Stalin não era confiável, havia uma ameaça soviética à Europa Ocidental. A União Soviética ainda não lançara seu ataque às forças japonesas e, portanto, uma suposição no relatório era que a União Soviética se aliaria ao Império do Japão se os Aliados Ocidentais iniciassem hostilidades.
A data hipotética para o início da invasão aliada na Europa soviética estava marcada para 1 de julho de 1945, quatro dias antes das eleições gerais no Reino Unido. O plano assumiu um ataque surpresa de até 47 divisões britânicas e americanas na área de Dresden, Alemanha no meio das linhas soviéticas. Isso representava quase metade das cerca de 100 divisões disponíveis dos britânicos, americanos e canadenses naquele momento.
O plano foi adotado pelo Comitê de Chefes de Estado-Maior Britânico como militarmente inviável por causa de uma superioridade de 2.5 para 1 prevista nas divisões das forças terrestres soviéticas na Europa e no Oriente Médio até 1 de julho, onde o conflito foi projetado para ocorrer. A maior parte de qualquer operação ofensiva teria sido realizada pelas forças americanas e britânicas, bem como pelas forças polonesas e até 10 divisões da antiga Wehrmacht alemã, remobilizadas do status de prisioneiros de guerra. Qualquer sucesso rápido seria causado apenas pela surpresa. Se não fosse possível obter um rápido sucesso antes do início do inverno, a avaliação era de que os Aliados estariam comprometidos com uma guerra total prolongada. No relatório de 22 de maio de 1945, uma operação ofensiva foi considerada "perigosa".
|                      | Aliados          | Aliados      | Aliados      | Soviéticos          | Soviéticos      | Soviéticos |                  |
|                      | Europa Ocidental | Itália       | Total        | Forças operacionais | Reservas Stavka | Total      | Proporção        |
| -------------------- | ---------------- | ------------ | ------------ | ------------------- | --------------- | ---------- | ---------------- |
| Soldados             | 5.077.780        | 1.333.856    | 6.411.636    | 6.750.149           | 431.838         | 7.181.987  | 1 : 1.12         |
| Tanques de assalto   | c. 19.100        | 3.100        | 22.200       | 12.333              | 324             | 12.657     | 1.75 : 1         |
| Artilharia           | c. 63.000        | 10.200       | c. 70.200    | 114.344             | 6.838           | 121.182    | 1 : 1.73         |
| Aviões de combate    | --               | --           | 28.000       | 18.823              | 624             | 19.447     | 1.44 : 1         |
| Veículos motorizados | 970.000          | desconhecido | desconhecido | 366.959             | 20.362          | 387.321    | acima de 2.5 : 1 |

|                        | Aliados | Soviéticos | Proporção |
| ---------------------- | ------- | ---------- | --------- |
| Divisões de infantaria | 80      | 228        | 1 : 2.85  |
| Divisões blindadas     | 23      | 36         | 1 : 1.57  |
| Aviões táticos         | 6.048   | 11.802     | 1 : 1.95  |
| Aviões estratégicos    | 2.750   | 960        | 2.86 : 1  |

### Defensivo
Em resposta a uma instrução de Winston Churchill de 10 de junho de 1945, foi escrito um relatório de acompanhamento sobre "que medidas seriam necessárias para garantir a segurança das Ilhas Britânicas em caso de guerra com a União Soviética em um futuro próximo". As forças americanas estavam se mudando para o Pacífico para uma invasão planejada do Império do Japão, e Churchill estava preocupado com o fato de que a redução nas forças de apoio deixaria os soviéticos em uma posição forte para tomar ações ofensivas na Europa Ocidental. O relatório concluiu que se os Estados Unidos se concentrassem apenas no Pacífico, as chances da Grã-Bretanha "se tornariam fantasiosas".
A equipe de planejamento conjunto rejeitou a noção de Churchill de reter cabeças de ponte no continente como não tendo vantagem operacional. Previa-se que a Grã-Bretanha usasse sua força aérea e marinha para resistir, mas se previa uma ameaça de ataque de foguetes em massa, sem meios de resistência, exceto pelo bombardeio estratégico.

## Discussões subsequentes
Em 1946, tensões e conflitos estavam se desenvolvendo entre as áreas ocupadas pelos Aliados e soviéticas na Europa. Eles foram vistos como potenciais gatilhos para um conflito mais amplo. Uma dessas áreas era a Veneza Júlia (uma região do sudeste da Europa agora dividida entre Croácia, Eslovênia e Itália) e, em 30 de agosto de 1946, ocorreram discussões informais entre os chefes de gabinete britânicos e americanos sobre como esse conflito poderia se desenvolver e a melhor estratégia para conduzir uma guerra europeia. Mais uma vez, foi discutida a questão de manter uma cabeça de ponte no continente, com Dwight D. Eisenhower preferindo uma retirada a região dos Países Baixos, ao invés da Itália, devido à sua proximidade com o Reino Unido.

## Possível conscientização soviética
Em junho de 1945, o comandante do Exército Soviético Marshal Gueorgui Júkov de repente ordenou que as forças soviéticas na Polônia se reagrupassem e preparassem suas posições para a defesa. De acordo com John Erickson, professor da Universidade de Edimburgo, a Operação Unthinkable ajuda a explicar por que ele fez isso. Se os planos da operação tivessem sido transmitidos a Moscou pelos Cambridge Five, isso explicaria as ordens repentinas de reagrupar e se preparar para a defesa, no entanto, é tão possível quanto a desconfiança soviética dos Aliados Ocidentais. Se os soviéticos realmente soubessem que os Aliados Ocidentais estavam planejando um possível ataque, o elemento surpresa teria sido perdido antes do início das operações contra os soviéticos, reduzindo ainda mais as chances de sucesso da Operação Unthinkable.

### Citações
1. 1 2  Operation Unthinkable..., p. «1». Consultado em 25 de setembro de 2015. Arquivado do original em 16 de novembro de 2010
2. ↑  Costigliola, p. 336
3. 1 2  Gibbons, p. 158
4. 1 2  Reynolds, p. 250
5. ↑  Operation Unthinkable p. 22 Retrieved 2 May 2017
6. ↑  Великая Отечественная война: Действующая армия, "1 January 1945"
7. ↑  Zaloga, "Downfall 1945: The Fall of Hitler's Third Reich" p. 28
8. ↑  Jackson, "The Mediterranean and Middle East, Volume VI: Part III - November 1944 to May 1945" p. 230
9. ↑  Zaloga, "Downfall 1945: The Fall of Hitler's Third Reich" p. 29
10. 1 2  История второй мировой войны 1939–1945 гг. Volume 10, Table 6, p. 261
11. ↑  S.L.A. Marshall "ON HEAVY ARTILLERY: AMERICAN EXPERIENCE IN FOUR WARS". Journal of the US Army War College. Page 10. "ETO," US forces in Western Europe, fielded 42,000 pieces of artillery; American forces comprised approximately 2/3 of the Allied effort during the campaign.
12. 1 2  MacDonald, "The Last Offensive" p. 478
13. ↑  Air Force Statistical Digest, 1978 p. 156
14. ↑  "Operation Unthinkable," pp. 22-23. Retrieved 5 May 2018
15. ↑  Operation Unthinkable..., p. «30 (Annex)». Consultado em 16 de novembro de 2010. Arquivado do original em 16 de novembro de 2010
16. ↑  Operation Unthinkable..., p. «24». Consultado em 12 de maio de 2015. Arquivado do original em 16 de novembro de 2010
17. ↑  Operation Unthinkable..., p. «35». Consultado em 16 de novembro de 2010. Arquivado do original em 16 de novembro de 2010